# Maconellicoccus ramchensis
Maconellicoccus ramchensis är en insektsart som beskrevs av Williams 1996. Maconellicoccus ramchensis ingår i släktet Maconellicoccus och familjen ullsköldlöss.
Artens utbredningsområde är Nepal. Inga underarter finns listade i Catalogue of Life.